# ホープ軒

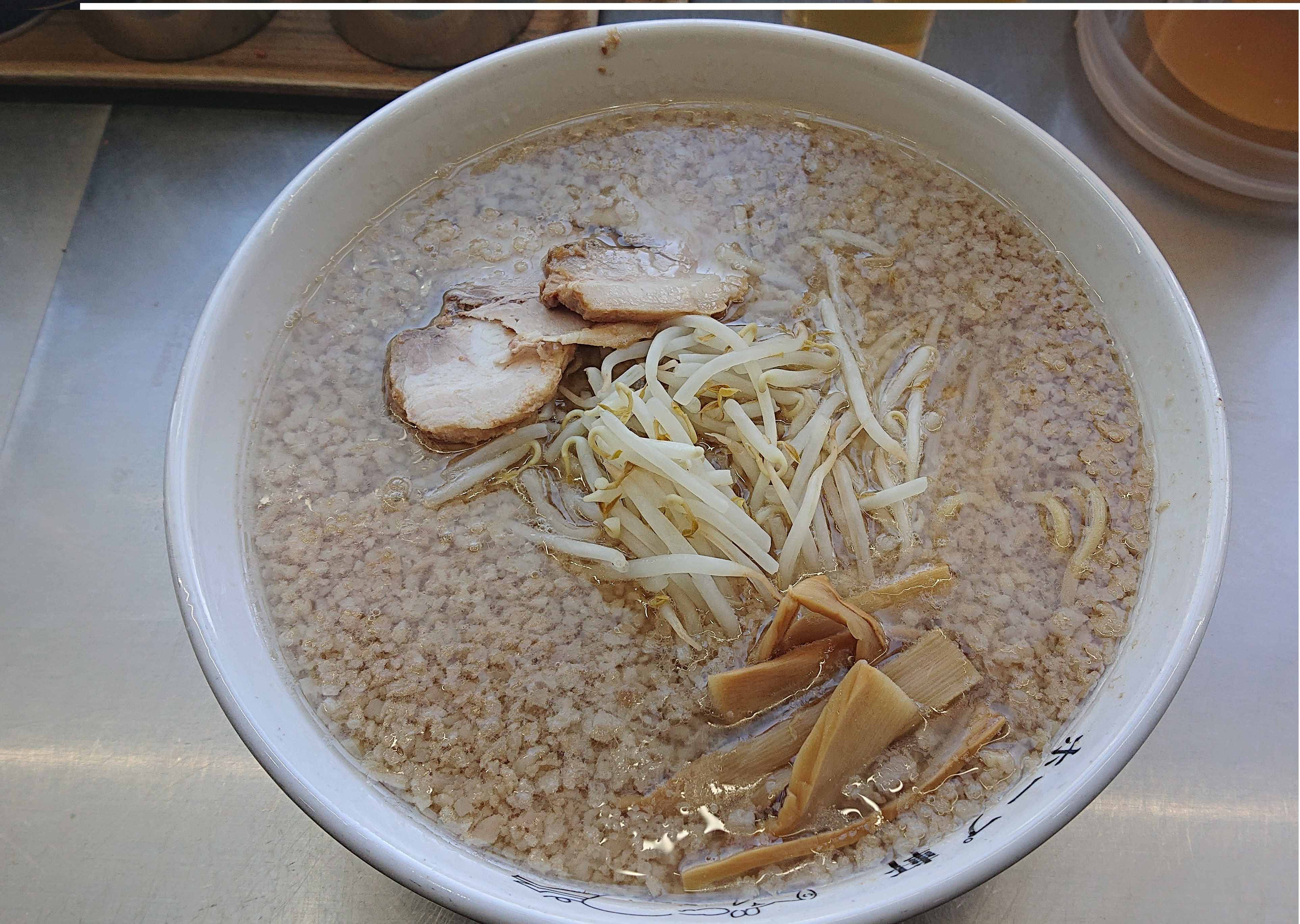
ホープ軒のラーメン

ホープ軒（ホープけん）は、東京都渋谷区千駄ヶ谷に店舗を構えるラーメン店「ラーメンの店 ホープ軒」、およびそれを運営する企業。東京都中野区野方に支店「環七丸山店」を持つ。

## 沿革
創業者の牛久保英昭は、1945年（昭和20年）3月10日の東京大空襲後に岐阜県に引っ越し、中学卒業後、パン職人などを目指したが、最終的に東京でラーメン屋台をやることを選ぶ。1960年に赤羽でラーメン屋台を始めるが、屋台募集の広告を見て、現在の吉祥寺ホープ軒本舗難波二三男から屋台を借りラーメン屋台を始める。高田馬場を振り出しに銀座、新橋を経て内幸町の日本放送協会前に屋台を構える。昼夜屋台を開け約500杯の売り上げを記録したこともあるという。量をさばくためにプロパンガスを導入、麺や調理器具をトラックで運んだ。1962年（昭和37年）頃には背脂を入れる現在のスープの形を完成させる。
1975年（昭和50年）、現在地の千駄ヶ谷に店を構える。メインの客であるタクシー運転手が素早く食べられるように、１階は立食式にした。牛久保が屋台をやめ、店舗を構えた際に、後に繁盛した渋谷区恵比寿の香月や、らーめん弁慶の店主となる人物らが手伝っていた屋台から独立した。また土佐っ子もここから独立したとされる。1980年（昭和55年）頃には漫画家の横山泰三がホープ軒のシンボルマークを描いた。

## 挿話
- かつては、東京都港区南麻布にも支店（古川橋店）を持っていたが、現在は閉店[3]。
- 豚骨ベース醤油の「背脂チャッチャ系ラーメン」[注釈 2]の元祖の一つとされる[6][8][9]。
- 似た名前のラーメンチェーン店「野方ホープ」とは全くの別会社。「ホープ軒本舗」は独立前に屋台を貸してもらっていた関係。しかし南麻布にあった支店が野方に移転したため、関係が無いにもかかわらず、店舗名から誤認が続く状態にある[要出典]。